# Accident du submersible Titan
Ne doit pas être confondu avec Naufrage du Titanic ou Le Naufrage du « Titan ».
L'accident du submersible Titan se produit lors d'une plongée dans les eaux internationales de l'océan Atlantique Nord au large de Terre-Neuve (Canada).
Le Titan est un petit submersible à visée touristique, exploité par OceanGate et destiné particulièrement à assurer des visites payantes de l'épave du Titanic. Le 18 juin 2023, il amorce une descente en direction de l'épave au cours de laquelle il subit une implosion entraînant sa destruction et la mort de ses cinq occupants. Des débris du Titan sont retrouvés par 3 800 m de fond, non loin de l'épave du Titanic. Le 28 juin 2023, des restes humains sont retrouvés parmi des débris remontés à la surface.
C'est l'accident sous-marin mortel le plus profond de l'Histoire.

## Contexte

### Submersible
Depuis 2021, le Titan réalise différentes missions dont des expéditions touristiques vers l'épave du Titanic.
Le voyage part de Saint-Jean de Terre-Neuve. Chaque plongée complète vers l’épave dure environ 8 heures.
Le submersible est affrété par OceanGate, qui appartient à Stockton Rush, diplômé en génie aérospatial à l'université de Princeton.

#### Caractéristiques

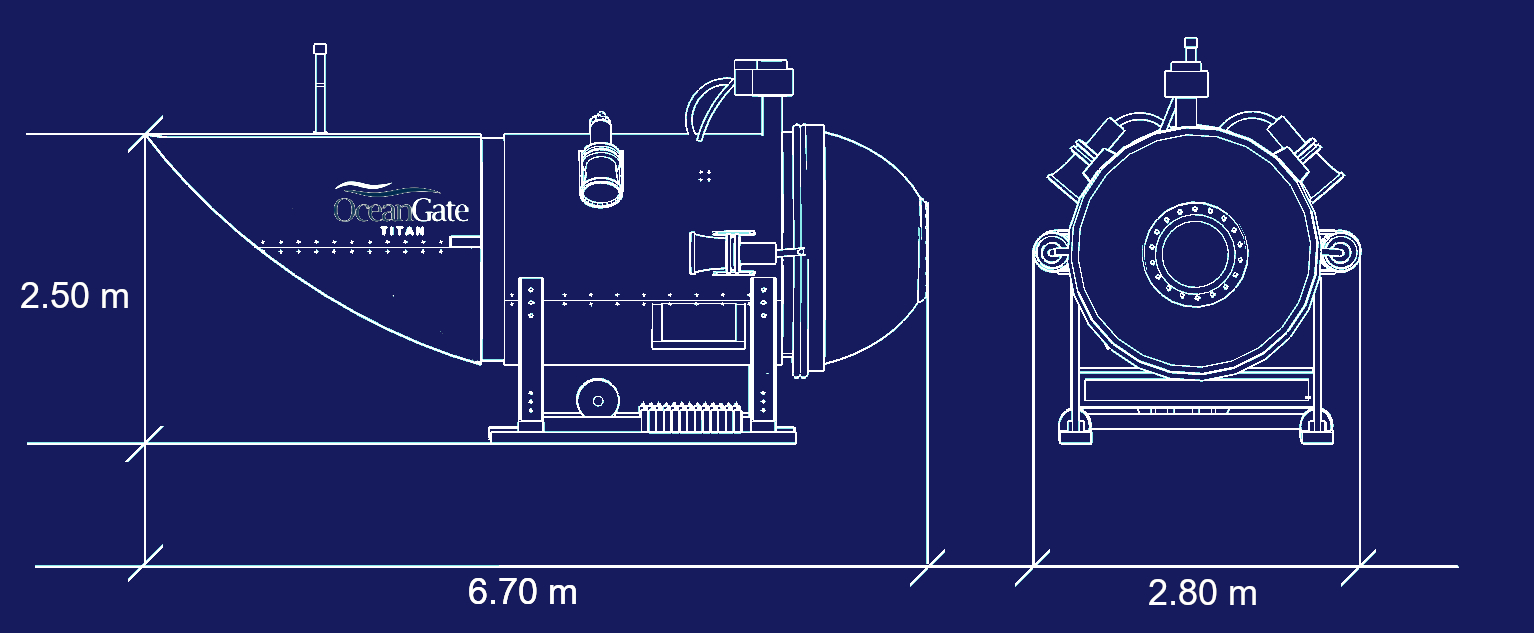
Dimensions du Titan

Logo d'OceanGate

Le Titan, qui portait le nom de Cyclops 2 jusqu’en mars 2018, est un sous-marin de poche réalisé en matériau composite et en titane. Il est constitué d’une coque résistante à la pression, qui accueille les passagers, sur laquelle sont fixés un carénage extérieur en plastique à renfort de verre et quatre propulseurs mus par des moteurs électriques. Il dispose également de patins lui permettant de se poser sur le fond marin — ou sur le Titanic.
La coque résistante est elle-même composée de deux hémisphères en titane de 83 mm (ou 3 ¹⁄₄ pouces) d'épaisseur et d’un cylindre central en composite carbone-époxy préimprégné d’une épaisseur de 127 mm (5 pouces). Les deux hémisphères sont réunis au cylindre en composite par deux anneaux d’interface, également réalisés en titane, qui sont les seuls éléments le pénétrant. Ces anneaux reçoivent en outre les fixations du carénage extérieur et des patins. L'hémisphère avant est percé d’un hublot de 380 mm de diamètre, dont la vitre de forme tronconique en plexiglas de 180 mm (7 pouces) d’épaisseur dépasse de 19 mm dans la cabine durant la plongée. C’est également cet hémisphère qui tient lieu d’accès au submersible ; il ne peut être ouvert que de l’extérieur,.
Construit en 2017, le Titan pèse 10 432 kg, mesure environ 6,70 m de longueur et 2,80 m de largeur, et dispose d'une autonomie de 96 heures d'oxygène,. Il est exploité par l'entreprise OceanGate pour descendre à 4 000 m sans homologation pour une telle profondeur. Le hublot, lui, possède une homologation mais jusqu'à 1 300 m de profondeur seulement. OceanGate a refusé de payer le supplément pour l'homologation de l'ensemble jusqu'à 4 000 m.
Il possède trois systèmes permettant de faire mouvoir le submersible horizontalement et verticalement : 
- quatre moteurs électriques permettant d'atteindre la vitesse de 5,6 km/h[14] ;
- des ballasts ;
- un lest pouvant être largué même en cas de panne de courant complète[15].

Contrairement à un sous-marin naviguant au long cours, ce petit submersible a une autonomie limitée, il a donc besoin d'être accompagné d'un navire capable de le lancer et de le récupérer, selon la National Oceanic and Atmospheric Administration,.

#### Installations
Le Titan peut accueillir cinq personnes pendant une mission : deux heures de descente, plusieurs heures d'exploration de l'épave du Titanic et deux heures de retour à la surface,.
Dans un reportage pour CBS, on peut voir que l’intérieur du Titan est composé d'un petit compartiment. Il n’y a pas de siège et les passagers sont assis à même le sol. L'intérieur est simple, avec un seul bouton et un écran sur le mur. Le submersible est piloté à l'aide d'une manette de jeu vidéo Logitech F710 modifiée,.

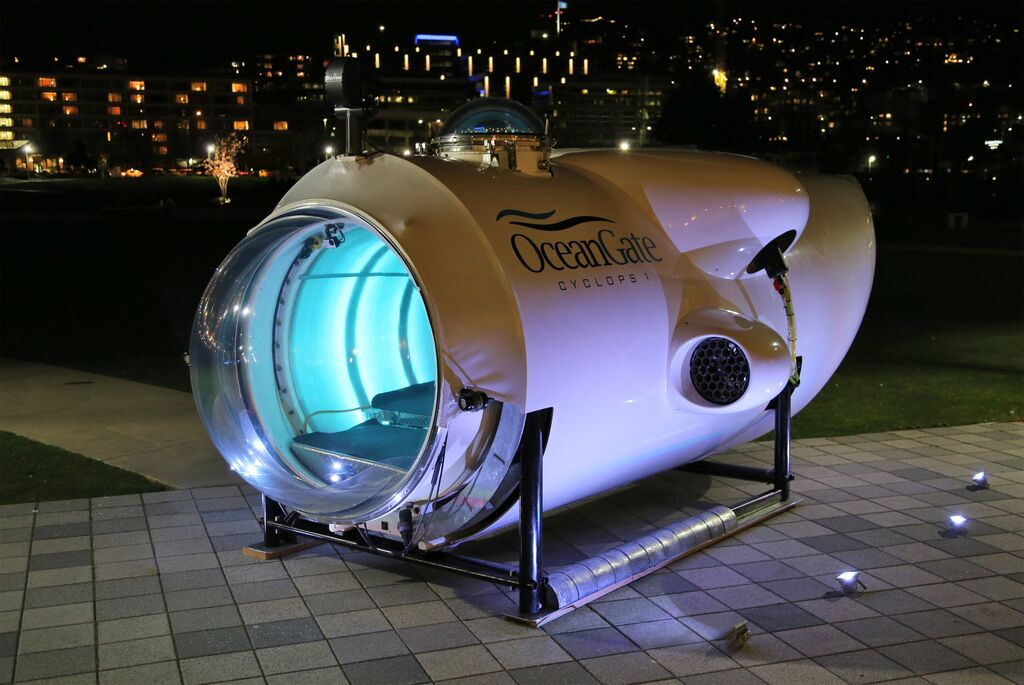
Cyclops-1, prototype du Titan.

Schéma fournissant les dimensions globales du submersible Titan conçu et construit par OceanGate.

Le Titan ne dispose pas de moyen de repérage : il reste normalement en contact permanent avec un navire à la surface -en l'occurrence, le brise-glace Polar Prince (en) - qui lui transmet sa position en temps réel.

#### Passagers
Généralement et ce jour-là en particulier, le submersible embarque un membre d'équipage et quatre  passagers.

#### Sélection des participants
Une expérience préalable dans le domaine de la plongée n’est pas requise pour participer à une visite de l’épave du Titanic, selon une version archivée du site web de l’opérateur. Les candidats doivent seulement être âgés d’au moins 18 ans au début du voyage et payer 250 000 $ US, selon une version archivée de l’itinéraire vue par CNN, qui n’est plus accessible sur leur site web.

#### Critiques

##### Homologation
Le Titan n'a jamais été homologué par un organisme indépendant, car sa conception serait trop innovante pour qu'il puisse être homologué, selon OceanGate. Toutefois, même sans une telle homologation, il était légalement possible de l'utiliser dans les eaux internationales.
Le financier américain Jay Bloom devait participer à la dernière plongée du Titan. Il a changé d'avis au dernier moment à cause de ses doutes concernant la conception de l'appareil,.

##### Conflit interne
Selon le média américain The New Republic et l'agence française AFP, David Lochridge, ex-dirigeant de l'entreprise OceanGate et responsable à l'époque de « la sécurité de tous les équipages et clients » a été licencié après avoir émis de sérieux doutes sur la sécurité du Titan auprès de sa direction,.
Le directeur général d'OceanGate, Stockton Rush, avait demandé à David Lochridge de procéder à une inspection de la qualité du Titan, mais les investigations de ce dernier ont été entravées et l'accès à des documents concernant le hublot lui a été refusé. Selon Lochridge, l'engin ne devait pas aller à une profondeur aussi extrême, le hublot n'étant conçu que pour descendre à 1 300 m au maximum, alors que l'engin devait se rendre à 4 000 m. Toujours selon lui, l'entreprise a refusé de réaliser certains contrôles non destructifs pourtant cruciaux pour s'assurer de la capacité du submersible à résister à la pression qui atteint 400 fois la pression atmosphérique à cette profondeur, soit environ 400 bars. Il est licencié peu après, pour avoir violé une clause de confidentialité,.

##### Avertissements
Deux mois plus tard, la Maritime Technology Society, qui rassemble plusieurs experts du domaine, a envoyé une lettre à l'entreprise pour lui faire part de son « inquiétude » face à l'approche « expérimentale » d'OceanGate.
La BBC déclare que dans des courriels échangés en 2018 entre le patron d'OceanGate, Stockton Rush, et un spécialiste de l'exploration en eau profonde, Rob McCallum, ce dernier a averti : « Je pense que vous vous placez potentiellement, vous et vos clients, dans une dynamique dangereuse. ». À cette mise en garde, Stockton Rush aurait répondu : « Nous avons trop souvent entendu les critiques sans fondement du type « vous allez tuer quelqu'un ».
Un journaliste de CBS, ayant participé à une expédition, avait dû signer une décharge de responsabilité disant : « Ce navire expérimental n'a été approuvé ou certifié par aucun organisme de réglementation et pourrait entraîner des blessures physiques, des traumatismes émotionnels ou la mort ».

##### Précédents incidents

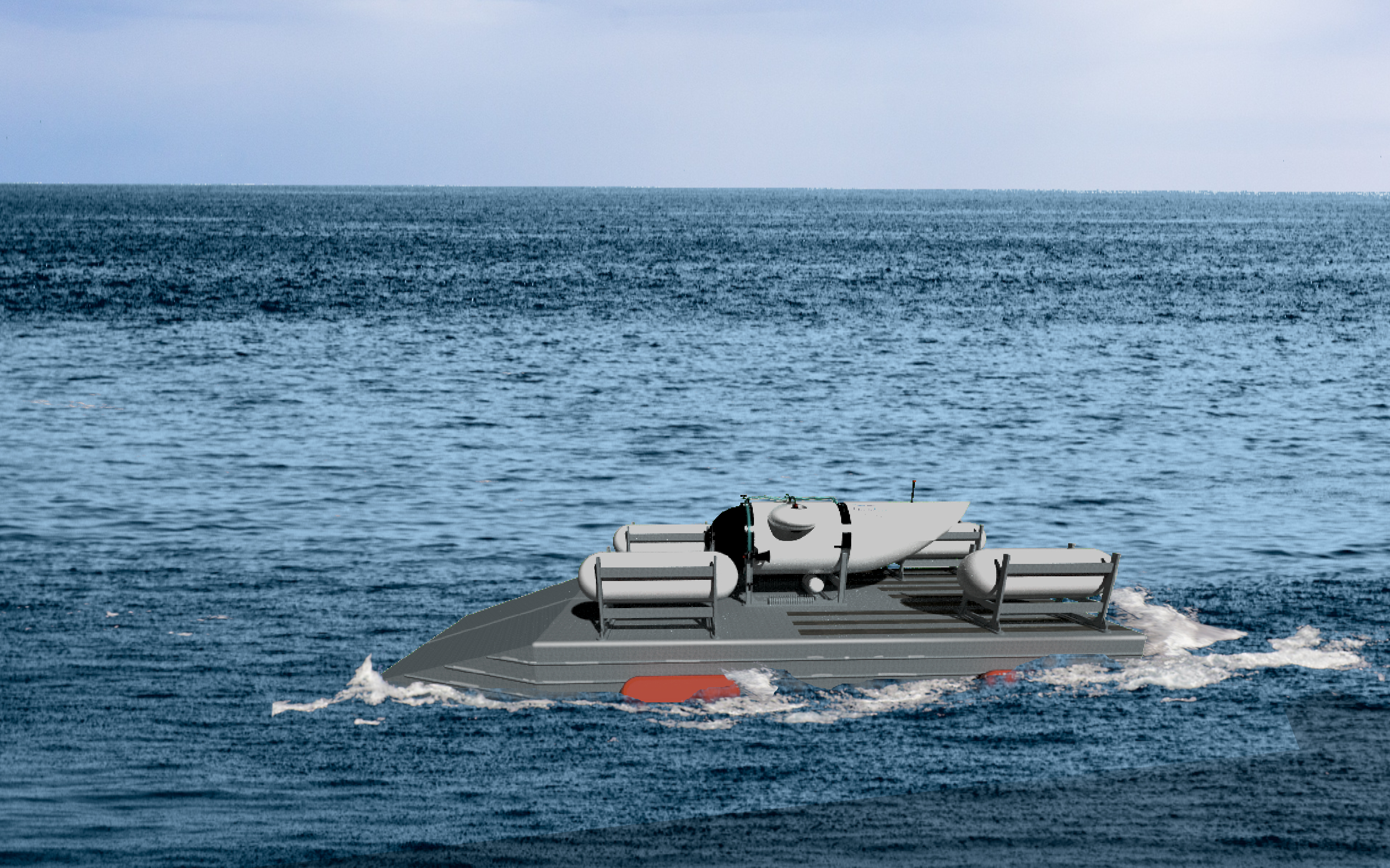
Évocation 3D du Titan sur sa plate-forme de lancement

Au cours de son expédition de 2022, OceanGate a signalé que le Titan avait eu un problème de batterie lors de sa première plongée et avait dû être fixé manuellement à sa plate-forme de lancement, ce qui occasionna des dégâts sur ses composants externes et conduisit à l'annulation des missions suivantes,.
Le scénariste américain Mike Reiss, qui a plongé trois fois avec OceanGate dont une fois en 2022 à bord du submersible disparu, déclare le 19 juin 2023 à la BBC : « On perd presque toujours la communication et on se retrouve à la merci des éléments et ce genre de trucs. » Il ajoute que chacun est parfaitement conscient des dangers encourus : « Il faut signer une décharge avant de monter et la mort est mentionnée à trois reprises en page une. Ce ne sont pas des vacances en autocar, ça peut mal tourner. ».
David Pogue, un journaliste de CBS qui a voyagé dans le Titan en 2022, soit l'année précédente, a expliqué à la BBC les problèmes que l’équipage du submersible et l’équipage terrestre étaient susceptibles de rencontrer, affirmant qu’il n’y avait actuellement « aucun moyen » de communiquer avec le navire car ni le GPS ni la radio « ne fonctionnent sous l’eau ». Il a aussi déclaré que le submersible n’était guidé que par des messages textes du navire de surface. Il ne dispose pas d'ailleurs de balise de détresse permettant de le localiser.
Selon Gabe Cohen de CNN, « Il est exploité par un contrôleur de jeu, ce qui ressemble à un contrôleur de PlayStation. »,.

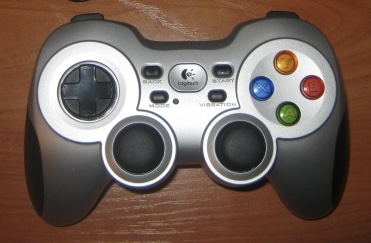
Contrôleur de jeu sans fil Logitech F710, dont une version modifiée a été utilisée pour contrôler le Titan.

## Expédition vers leTitanic

Emplacement de l'épave du Titanic.

### Passagers
La première expédition de l'année 2023 part au début du mois de mai de Saint-Jean de Terre-Neuve[réf. nécessaire].
Cinq personnes participent à la plongée à bord du Titan :
- Stockton Rush, 61 ans, entrepreneur américain, fondateur et directeur d'OceanGate, l'entreprise exploitant le submersible[23] ;
- Shahzada Dawood (en), 48 ans, entrepreneur pakistano-britannique, vice-président du conglomérat pakistanais Engro Corporation (en) ;
- Suleman Dawood, 19 ans, fils de Shahzada Dawood, étudiant à l'Université de Glasgow[35] ;
- Hamish Harding, 58 ans, explorateur et homme d'affaires britannique, PDG de l’entreprise Action Aviation[36] ;
- Paul-Henri Nargeolet, 77 ans, explorateur et plongeur sous-marin français, ancien officier de marine et grand spécialiste de l'épave du Titanic[37].

### Début de la plongée
Le 18 juin 2023 à 9 h 30 UTC−02:30 (heure d’été de Terre-Neuve),, le Titan entame sa descente vers le Titanic. Il est accompagné du brise-glace canadien Polar Prince (en).

### Perte de contact

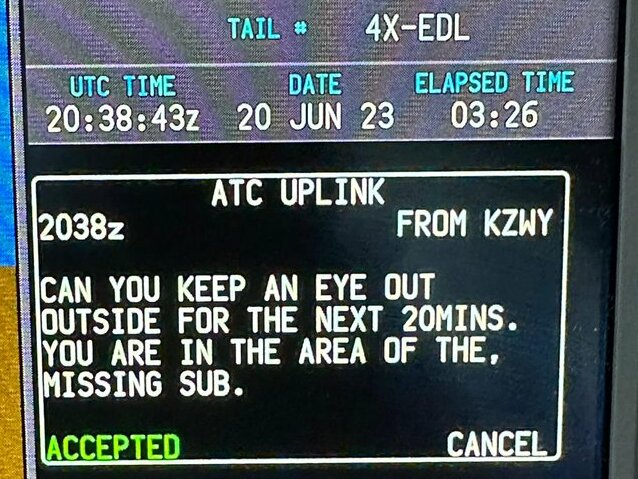
Message indiquant la perte de contact avec le Titan sur l'écran ATC d'un Boeing 787-9 de la El Al.

Le contact est perdu 1 h 45 min après le début de la descente de l'appareil, à 11 h 15 UTC−02:30,, d'après le centre conjoint de coordination des opérations de sauvetage,,.
Ce n'est que lorsque le Titan ne refait pas surface à l'heure prévue plus tard dans la journée que les autorités sont informées d'un retard anormal,.

## Organisation des secours

### Réserves en air limitées
Le Titan est capable de fournir de l'air à ses occupants durant 96 heures, soit 4 jours.
La disparition ayant lieu le 18 juin 2023, les secouristes estiment que les passagers pourraient se trouver à court d'air le 22 juin 2023 à 8 h 38 UTC−02:30.

### Lieu des recherches
Lors d'une conférence de presse à Boston le 19 juin 2023, le rear admiral John W. Mauger, de l'US Coast Guard, commandant de district des garde-côtes américains, déclare : « C'est une région lointaine et il est compliqué de mener des recherches dans une telle zone. »
Les recherches, en surface et sous l'eau, s'étendent sur environ 1 450 km à l'est du cap Cod, et à 640 km au sud-est de Saint-Jean de Terre-Neuve. Elles englobent une surface totale de 20 000 km2, soit l'équivalent de la surface du Connecticut ou de l'ancienne région Picardie, et descendent potentiellement jusqu'à une profondeur de 4 000 m.

### Commandement unifié
Le 20 juin 2023, l'US Coast Guard, l'US Navy, la Garde côtière canadienne et OceanGate établissent un commandement unifié pour rechercher le submersible.
- Conférence de presse du rear admiral John W. Mauger, le 19 juin 2023 à Boston.
- Conférence de presse du 21 juin 2023 des garde-côtes américains.
- Conférence de John W. Mauger, le 22 juin 2023 où il déclare que des débris ont été retrouvés.

### Moyens engagés
Deux avions, un C-130 Hercules américain et un P-8 Poséidon canadien équipé d'un sonar capable de détecter les sous-marins, sont engagés dans les recherches,. Un avion canadien P-3 largue également des bouées acoustiques dans la zone où le Titanic s'est abîmé pour tenter d'enregistrer d'éventuels sons produits par le Titan.
L'Institut français de recherche pour l'exploitation de la mer (Ifremer) met à disposition des sauveteurs son navire L'Atalante,. En mission, il se trouvait à deux jours de route de la zone de l'épave du Titanic lorsque l'US Navy a sollicité son intervention. Il possède à son bord le robot autonome Victor 6000 capable de descendre jusqu'à 6 000 m de profondeur. Il mesure plus de 3 m de long sur 3 m de haut et plus de 2 m de large, pour un poids de 4 600 kg. Des opérateurs dépêchés depuis Toulon doivent faire plonger le robot dans la zone de recherches.

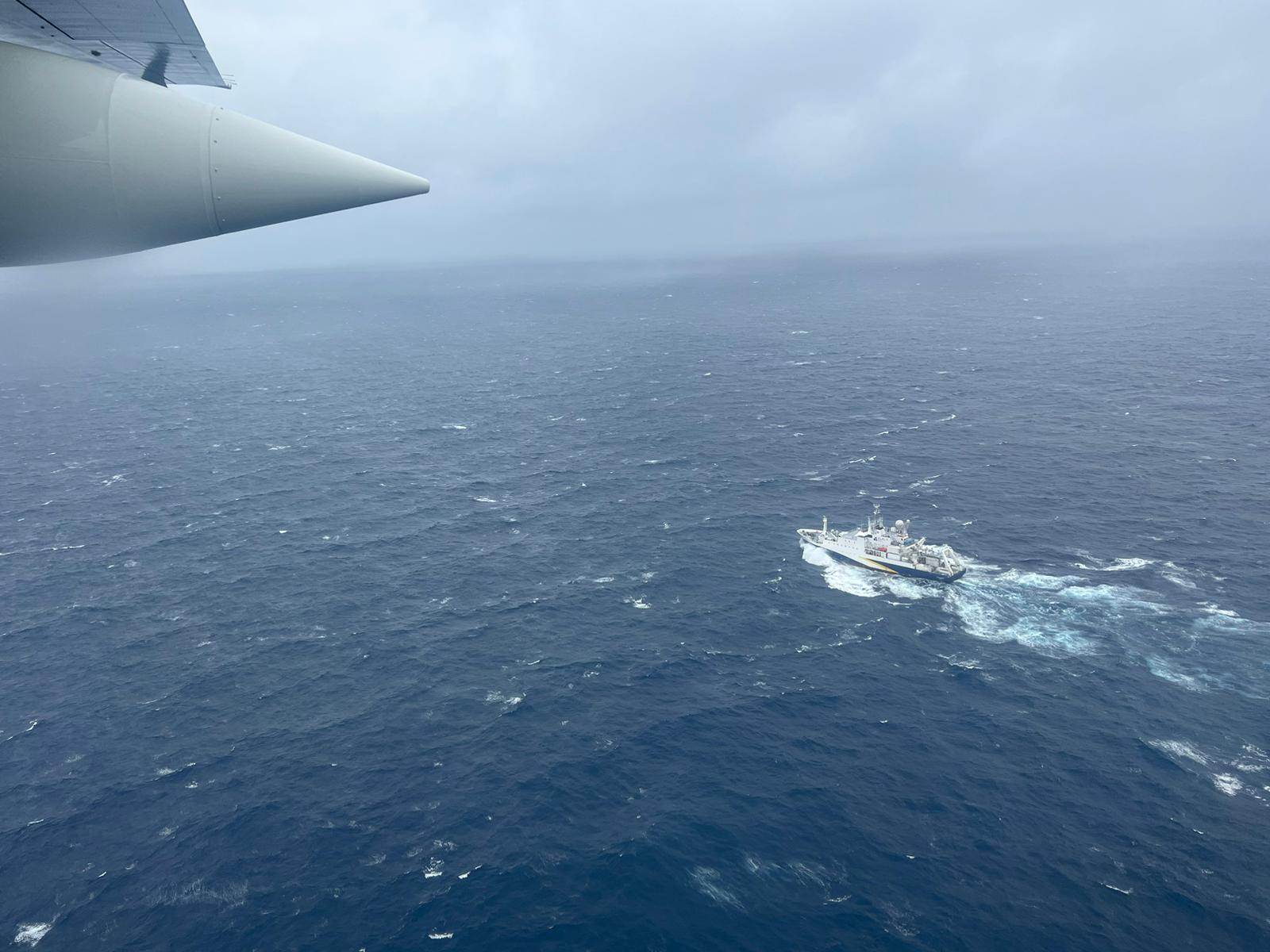
L'Atalante photographié depuis un C-130 pendant les recherches.
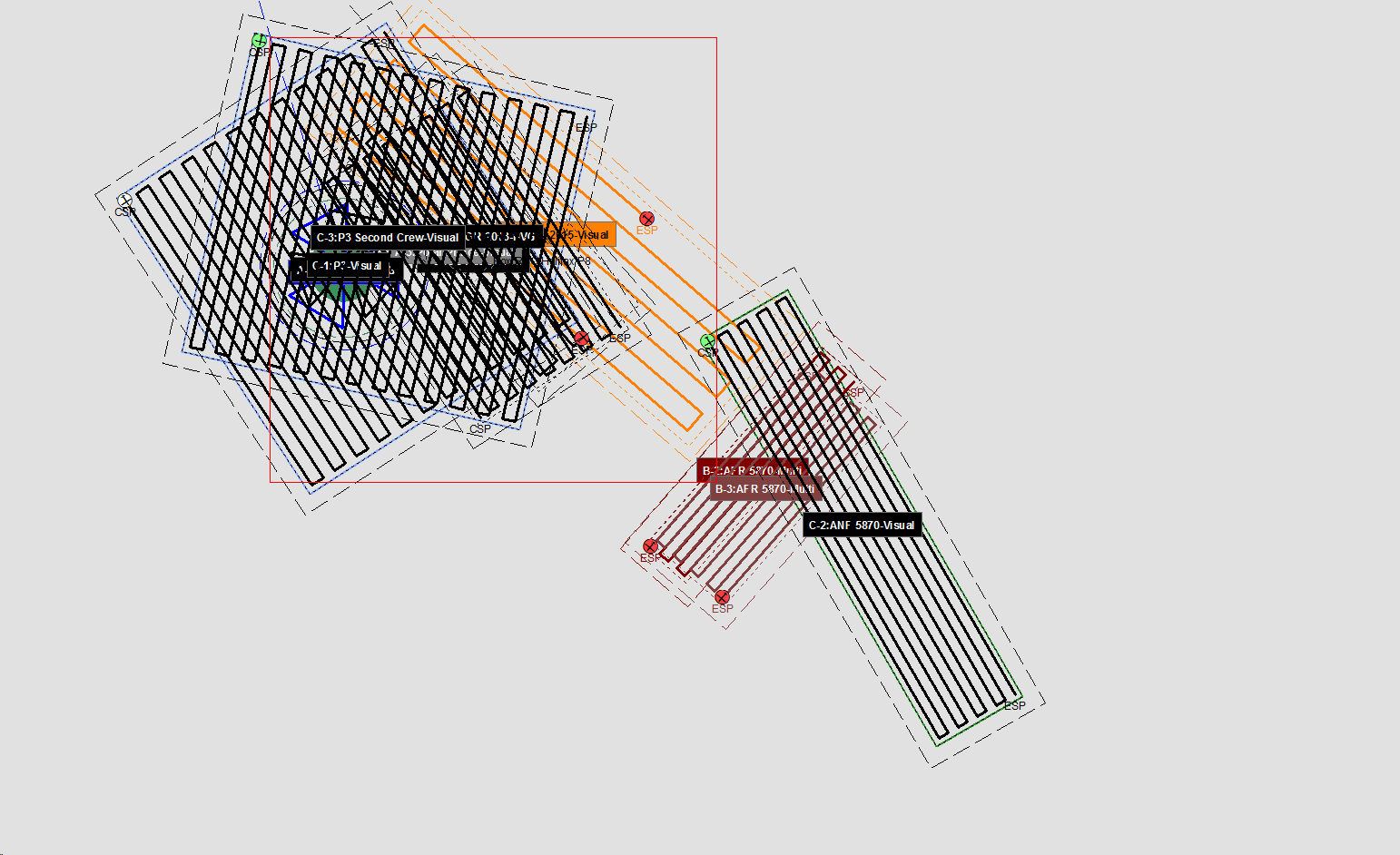
Modèles de recherche utilisés après la disparition à 900 milles à l'est du cap Cod, le 20 juin 2023.

### Bruits
Des « bruits sous l'eau » sont détectés par des avions canadiens près de la zone de recherches, annoncent le 21 juin 2023 les US Coast Guard,,. Le magazine Rolling Stone explique que ces « coups » auraient été entendus « toutes les 30 minutes »,. Néanmoins, il est déterminé plus tard que ces coups ne proviennent pas du Titan.

## Confirmation du naufrage

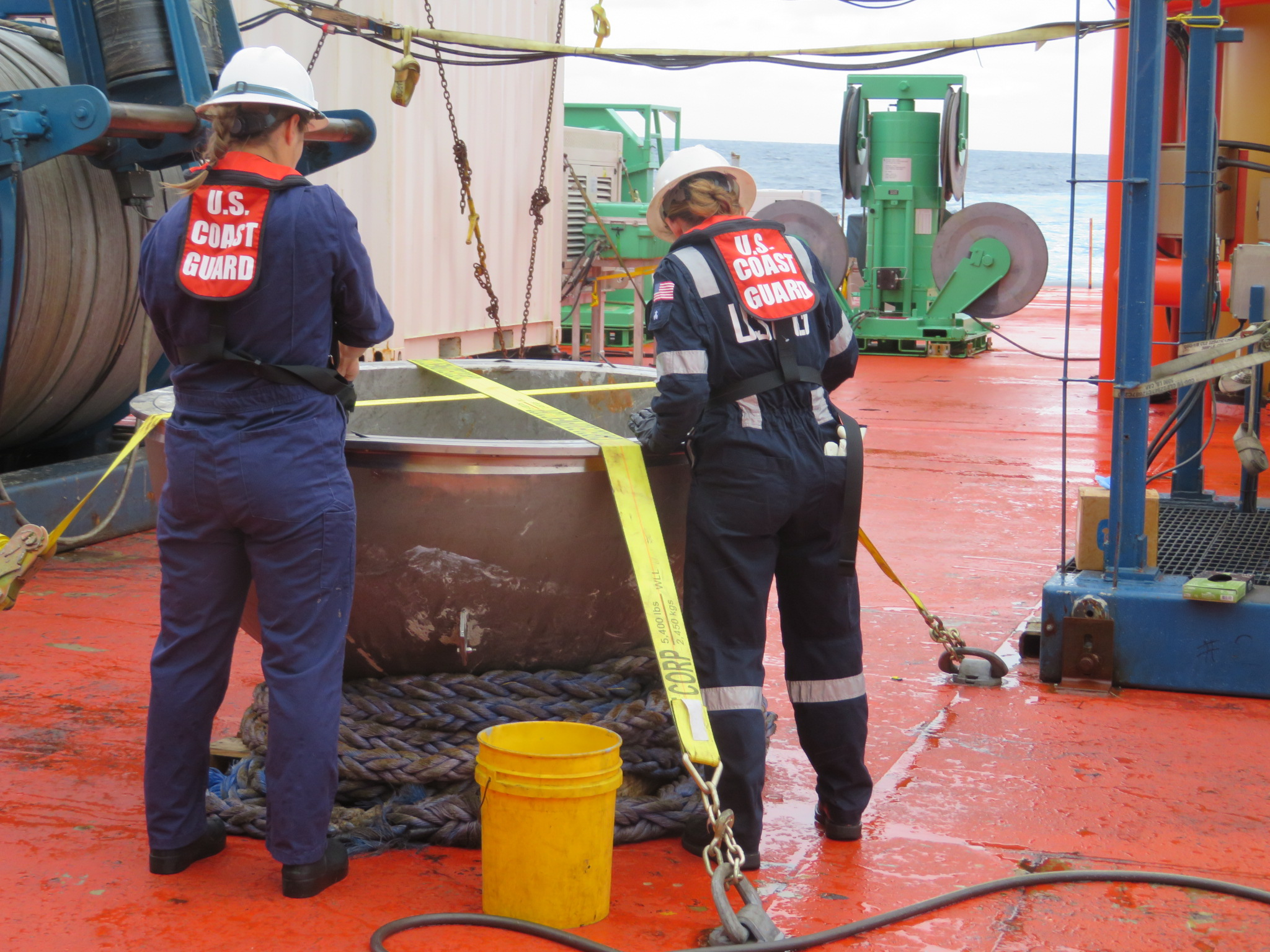
La demi-sphère arrière en titane en cours d'examen après sa récupération, le 4 octobre 2023.

Le 22 juin 2023, un champ de débris appartenant possiblement au Titan est découvert par un véhicule sous-marin téléopéré dans la zone de recherche à environ 500 m de l’épave du Titanic, à plus de 3 800 m de profondeur,. John W. Mauger confirme en conférence de presse que les débris proviennent de l'implosion du submersible et que les cinq passagers sont considérés comme morts,.
Le même jour, le 22 juin, les garde-côtes américains annoncent officiellement le décès des cinq passagers.
Le 28 juin, des restes humains sont retrouvés parmi des débris appartenant au Titan, qui ont été remontés à la surface. Des analyses seront effectuées sur ces derniers afin de déterminer de qui il s’agit.

## Réactions

### Hommages
Un hommage est rendu à Paul-Henri Nargeolet à la Cité de la Mer de Cherbourg-en-Cotentin le 23 juin 2023. James Cameron lui rend également hommage,.
La famille de Hamish Harding rend hommage à un « explorateur passionné, unique en son genre », ainsi qu'un « mari aimant et un père dévoué à ses deux fils ».
Les proches de Shahzada Dawood et de son fils Suleman expriment leur « peine profonde ».
Le Royaume-Uni ayant perdu trois ressortissants, le ministre des Affaires étrangères James Cleverly déplore sur Twitter la « tragique nouvelle » et exprime aux familles le « soutien » et les « condoléances profondes » de son gouvernement.

### Enquêtes
Le Titan n'avait pas de boîte noire. Les enquêteurs doivent travailler sur les débris remontés,.

#### Canada
Le 24 juin 2023, le Bureau de la sécurité des transports du Canada ouvre une enquête sur l'accident, le navire accompagnant le Titan — le Polar Prince — battant pavillon canadien. Ce bureau supervise les enquêtes sur les accidents aériens, ferroviaires et marins dans le but de faire avancer la sécurité. Il ne se prononce pas sur d'éventuelles responsabilités civiles ou pénales.
Une deuxième enquête préliminaire, distincte, a ainsi été ouverte par la Gendarmerie royale du Canada (GRC) pour savoir si "des lois pénales, fédérales ou provinciales ont pu être enfreintes" et donc si une enquête criminelle est nécessaire ou non.

#### États-Unis
Le 25 juin 2023, l'US Coast Guard annonce l'ouverture d'une enquête.
Les enquêteurs américains ont par ailleurs annoncé une investigation conjointe avec le Bureau d'enquêtes sur les événements de mer (France) à ce travail d'investigation, et également avec la Marine Accident Investigation Branch (Royaume-Uni),.
Le 16 septembre 2024, les garde-côtes américains commencent une audience de deux semaines concernant l’accident du Titan, avec des auditions des employés d’OceanGate. L'ex-directeur technique Tony Nissen a déjà été entendu.
Les conclusions de l’enquête des garde-côtes américains sont annoncées le 5 août 2025. Elles mettent en lumière que Rush a menti concernant les marges de sécurité et a induit en erreur les personnes chargées des procédures de test ; elles qualifient également d’inadéquate la façon dont OceanGate a mené la conception, la certification, la maintenance et l’inspection du Titan, citant également une culture d’entreprise toxique.

### Polémiques

#### Implication de Starlink
À la suite de la publication sur le compte Twitter d’OceanGate d’une mention de l’utilisation des services d’accès à Internet de Starlink, une rumeur apparaît, accusant cette entreprise d'être responsable de la perte de contact avec le Titan. Cependant, si le navire communiquant avec le submersible utilise effectivement les services de Starlink pour accéder à Internet au milieu de l'océan — pour ses propres besoins —, un appareil ne peut pas compter sur un tel dispositif à cette profondeur.

#### Règles de sécurité
Cet événement pourrait entraîner des appels au renforcement des règles de sécurité, mais les experts du secteur estiment que de nouvelles mesures seraient difficiles à mettre en œuvre compte tenu du caractère international de cette activité.
Karl Stanley — proche de Stockton Rush — a déclaré dans une interview qu'« il savait pertinemment que les expéditions se termineraient par un désastre. [...] Il est la dernière personne à avoir tué deux milliardaires et à leur avoir fait payer leurs privilèges. [...] Je pense qu’il voulait concevoir une souricière pour les milliardaires. »,,,. Après une excursion à bord du Titan à laquelle il avait participé près des Bahamas en 2019, Karl Stanley affirme qu'il a mis en garde Stockton Rush sur les nombreux défauts qu'il avait observés sur le sous-marin. Mais le directeur général d’OceanGate avait balayé ces critiques, affirmant qu'elles étaient infondées.

#### Coûts des opérations de recherches
Les opérations de recherche ont coûté près de 1,2 million de dollars au gouvernement américain. À ce coût s'ajoutent la surveillance des potentiels débris, les éventuelles réparations du matériel utilisé et les investissements consentis par les autres pays partenaires. Par exemple, l'utilisation de CP-140 Aurora a coûté 2,4 millions de dollars canadiens à l'Aviation royale canadienne.
Joyce Murray, ministre des Pêches, des Océans et de la Garde côtière canadienne, répond aux critiques concernant le coût de l'opération : « Il n’y a rien de trop. [...] Nous devons juste faire ce que nous pouvons. Ce sont des êtres humains, ce sont des vies humaines et nous devons faire ce que nous pouvons pour les sauver. ». Les garde-côtes américains déclarent : « Nous ne pouvons pas attribuer une valeur monétaire aux cas de recherche et de sauvetage, car la Garde côtière n’associe pas le coût au sauvetage d’une vie ».

#### Traitement de l'affaire par les médias
De nombreuses voix sur les réseaux sociaux dénoncent le traitement disproportionné du sous-marin Titan par rapport au naufrage au large des côtes grecques d'un bateau transportant entre 400 et 750 migrants qui a chaviré quelques jours plus tôt. Seules 104 personnes ont été secourues ; 82 ont été retrouvées mortes, et les autres sont portées disparues.
Cette différence de traitement est imputée par beaucoup à l'écart de statut social entre les victimes : celles du naufrage en Grèce sont des migrants anonymes originaires d’Égypte, de Syrie, du Pakistan, d’Afghanistan et de Palestine, tandis que les cinq membres du submersible Titan comprennent des milliardaires, le directeur de la société qui détient les droits exclusifs pour récupérer les artefacts de l’épave du Titanic et le PDG d’OceanGate.

## Dans la culture populaire

### Jeux vidéo
Au moment de la disparition du Titan, les ventes du jeu vidéo Iron Lung, dont le scénario implique de piloter un sous-marin équipé d'une technologie rudimentaire, ont fortement augmenté, le concept rappelant l'incident en cours.
Un mod représentant le sous-marin pour Grand Theft Auto V a été créé par un joueur,.

### Réseaux sociaux
Selon la psychologue Pamela Rutledge, spécialiste américaine des réseaux sociaux et des médias de masse, l'accident du Titan a été transformé en divertissement sur les médias sociaux, négligeant la compassion et la vérité. Les éléments clés expliquant ce fait d'après elle comprennent l'attrait pour les désastres, la fascination pour les riches, les théories du complot, l'incertitude et la mythologie entourant le Titanic, ainsi que le romantisme des opérations de sauvetage.

### Films
En mai 2025, la BBC et Discovery Channel ont diffusé le documentaire Implosion: The Titanic Sub Disaster (en).
En juin 2025, Netflix a sorti le documentaire Titan : Le naufrage d’OceanGate (en),.